# Râul Dogăria
Râul Dogăria este un curs de apă, afluent al râului Prahova. 